# Tooloom-Nationalpark
Der Tooloom-Nationalpark ist ein Nationalpark im äußersten Nordosten des australischen Bundesstaates New South Wales, 616 Kilometer nördlich von Sydney, etwa 50 Kilometer südöstlich von Warwick (Queensland) und rund 70 Kilometer nordwestlich von Lismore. Der Name Tooloom ist vom Wort Duluhm der Aboriginessprache Bundjalung abgeleitet.
Im Park finden sich Gondwana-Regenwälder, die seit 1986 als Weltnaturerbe gelten und 2007 in die australische Liste der Naturdenkmäler aufgenommen wurden. Daneben gibt es Eukalyptusbäume der Species Flooded Gum (Eucalyptus grandis) und Red Gum (Eucalyptus tereticornis).
Die Tierwelt bietet 10 Känguru- und Wallabyarten, darunter das seltene Long-nosed Potoroo (Potorous tridactylus).
Im Park lebte früher der Aboriginesstamm der Githabul, mit dem ein Landüberlassungsvertrag zur Nutzung des Gebietes als Nationalpark erreicht werden konnte. Die Githabul sind an der Verwaltung des Parks beteiligt.